# アビガイル

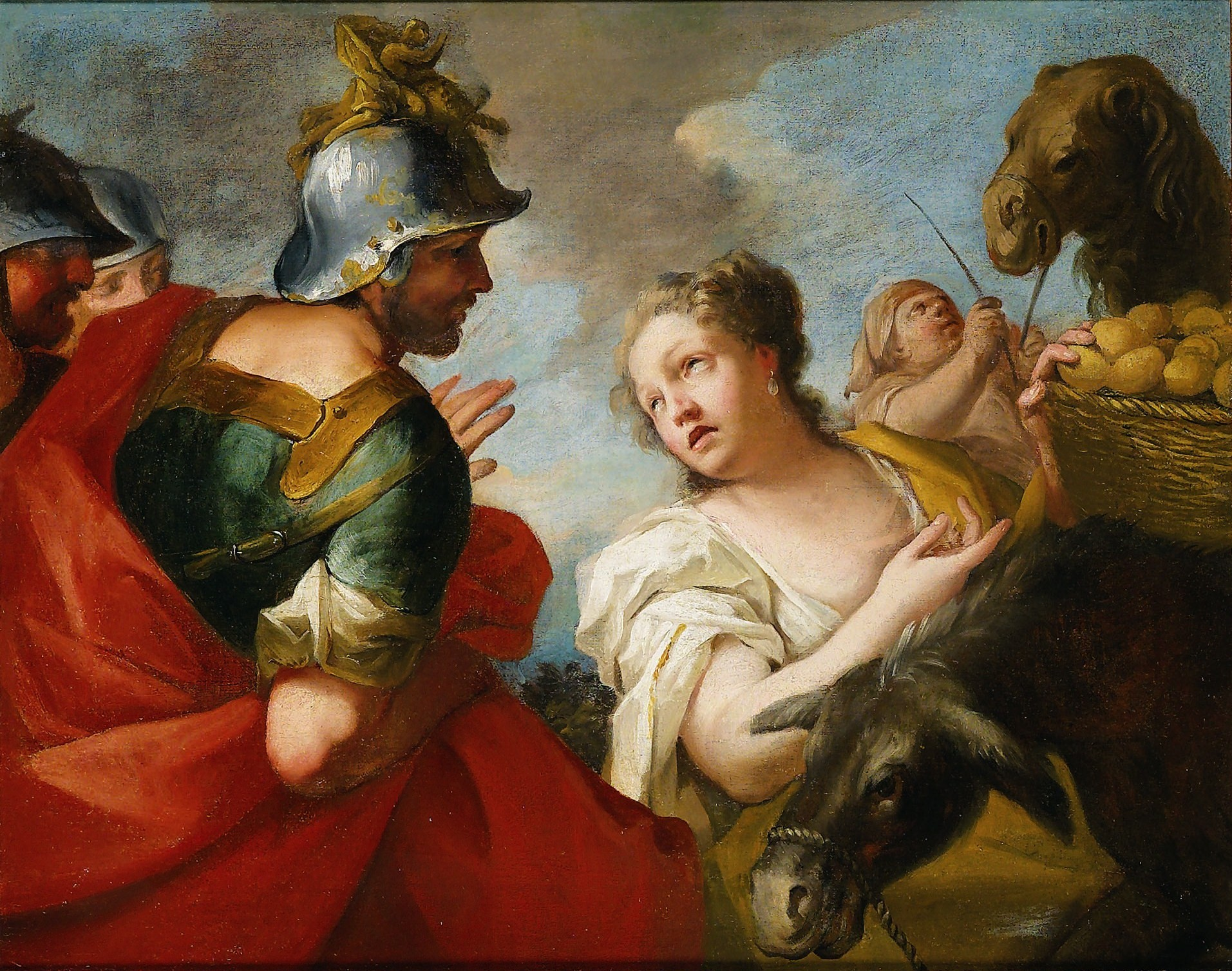
ダビデのもとを訪れるアビガイル。アントーニオ・モリナーリ（en）。

アビガイル (Abigail) は、旧約聖書の女性。2人が登場する。アビゲイルとも。名前の意味は「父は喜ぶ」。

## ナバルの妻
第1『サムエル記』25章、『歴代誌』に登場する。才知に富み美人であった。夫のナバルは大富豪であり、ユダの山地マオンに住んでいた。
当時ダビデはサウルから逃亡しユダ山地の辺りを彷徨っていた。そしてナバルに贈り物を求め、拒絶されて怒ったダビデは400人を従えてナバルを討とうとした。それを知ったアビガイルは、ダビデに詫びて夫に秘密で贈り物を届けた。
ナバルは10日後に死亡し、アビガイルはダビデの妻となり、ダビデにとっての次男であるキルアブ（ダニエルとも呼ばれる）を産んだ。

## エテルの妻
イシュマエル人エテルの妻で、ダビデの姉妹で、エッサイの娘で、アマサの母。